# Лорика мускулата

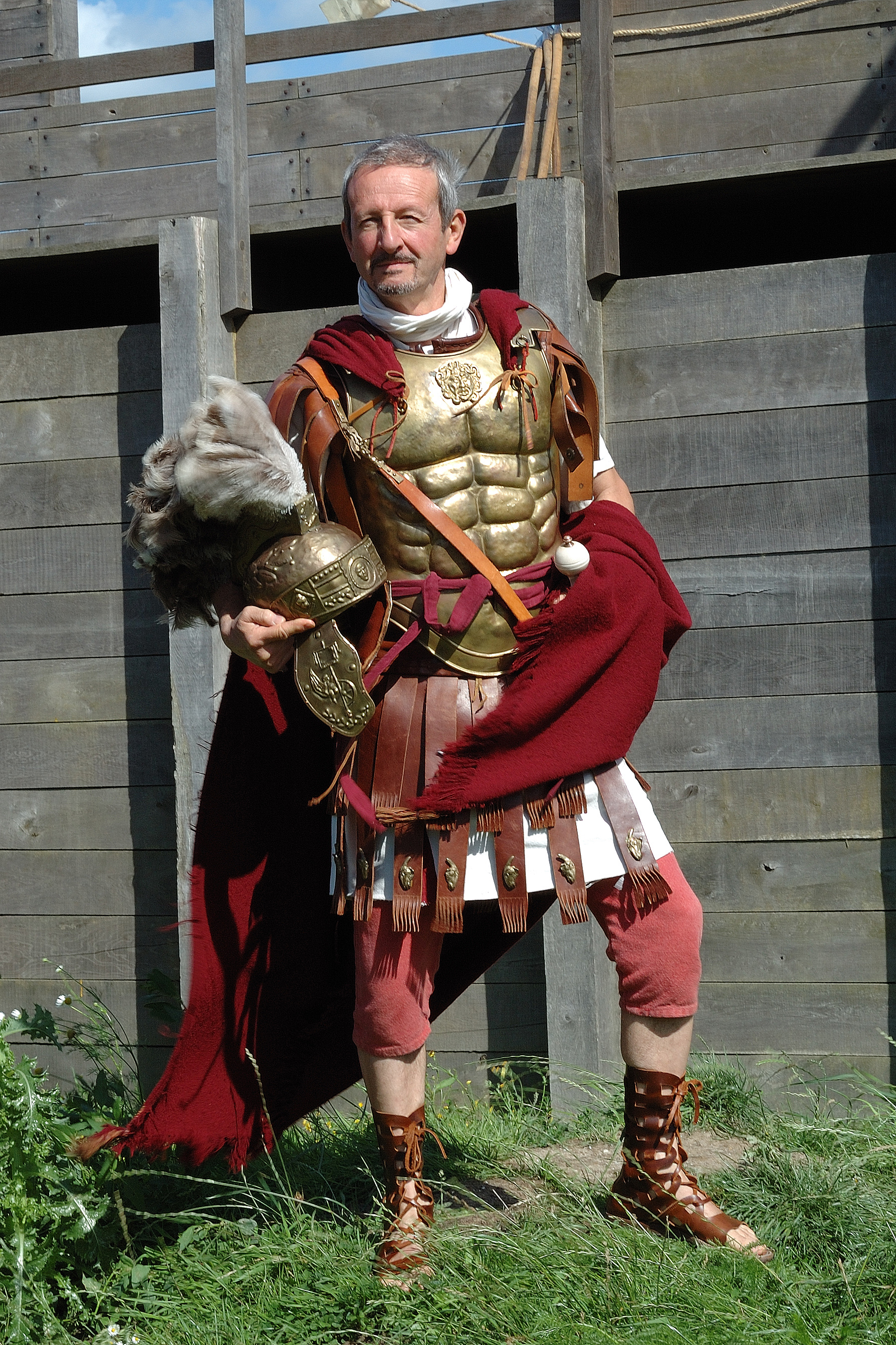
Военный трибун, одетый в доспех lorica musculata

Лори́ка мускула́та (лат. Lorica musculata, дословно — «мускулистый панцирь») — тип древнеримского панциря — лорика, анатомическая кираса в Древнем Риме. Употреблялся как стандартный доспех во II—I вв. до н. э.

## История
Первые римские металлические доспехи представляли собой две простые пластины, которые соединялись плечевыми ремнями. В дальнейшем под влиянием греческих тораксов появилась и Лорика мускулата — панцирь с изображением рельефа мышц живота, груди и спины.
Ранние типы Лорика мускулата солдат Республики делали из бронзы, они состояли из нагрудной и наспинной пластин длиной до бедер, соединенных ремнями. На пластинах гравировали рельеф мужского торса. Лорика надевалась на специальную кожаную «безрукавку» с птеригами (прямоугольными фестонами с фигурной бахромой на концах) на плечах и бёдрах, обеспечивавшими дополнительную защиту.
Появление доспеха Лорика хамата, кольчуги, дорогой, однако долговечной и дешевой в ремонте, привело к выходу доспехов Лорика мускулата из массового употребления. 

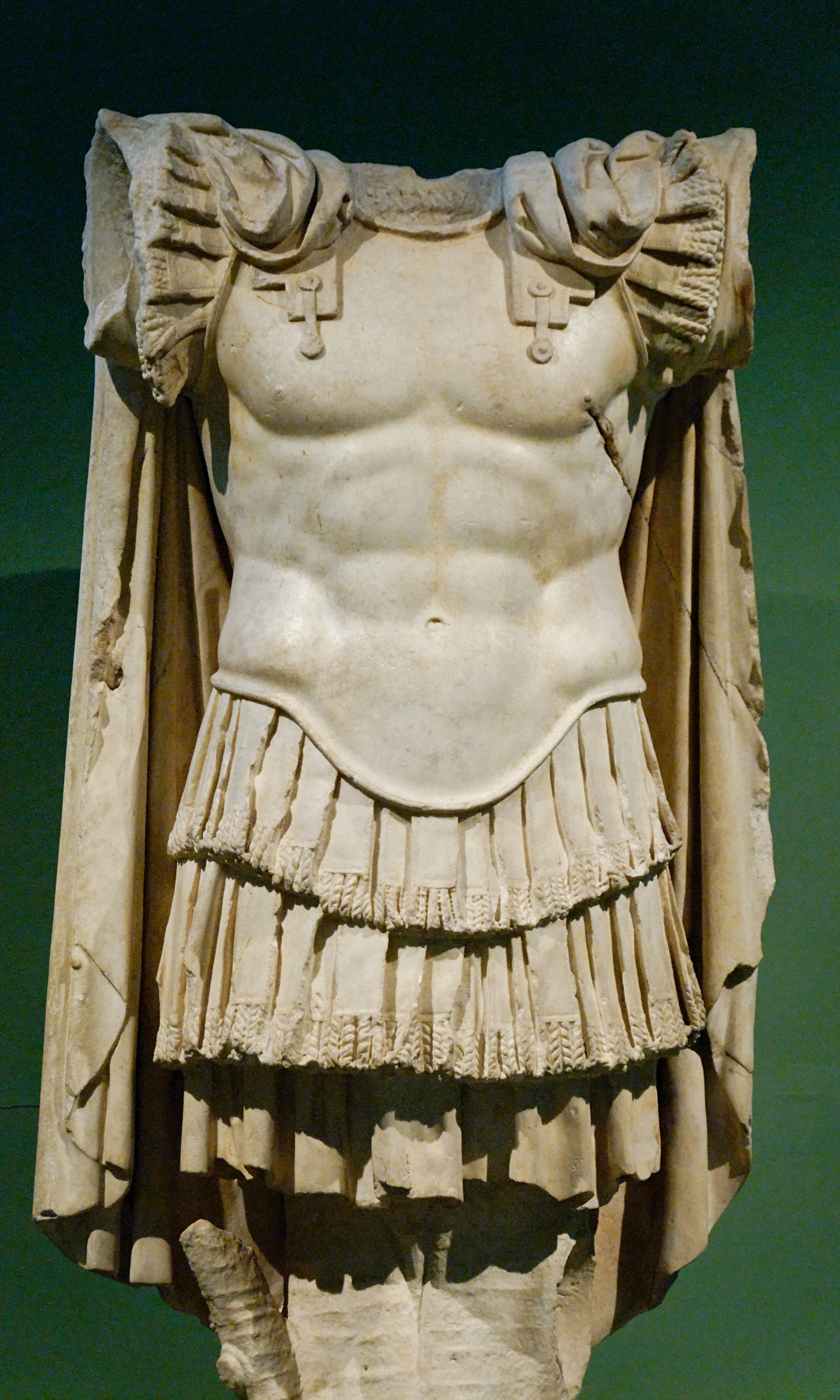

Она осталась снаряжением высшего командного состава: трибунов, легатов, во времена Империи — и императора (центурионы носили доспехи Лорика плюмата). Имперские варианты отличаются от республиканских: делали их не только из бронзы, но и из железа (поздние версии — даже из стали) некоторые образцы были монолитными. Во времена Империи «мускулистая Лорика» уже не имела настоящего боевого значения, став скорее элементом парадной формы.